# Li Haiqiang
Li Haiqiang est un footballeur hongkongais né le 3 mai 1977 à Meizhou en Chine. Il évolue au poste de milieu de terrain.

## Carrière

### Joueur
- 1997-2001 : Guangdong Hongyuan  Chine
- 2002-2003 : Qingdao Hailifeng  Chine
- 2004 : Dongguan Dongcheng  Chine
- 2006 : Chengdu Blades  Chine
- Depuis 2006 : South China  Hong Kong

## Sélections
Li Haiqiang fait ses débuts en équipe nationale de Hong Kong le 19 novembre 2008 contre Macao.
6 sélections et 1 but avec  Hong Kong depuis 2008.

## Statistiques

### Buts en sélection
| Buts en sélection de Li Haiqiang | Buts en sélection de Li Haiqiang | Buts en sélection de Li Haiqiang | Buts en sélection de Li Haiqiang | Buts en sélection de Li Haiqiang | Buts en sélection de Li Haiqiang | Buts en sélection de Li Haiqiang |
|                                  | Date                             | Lieu                             | Adversaire                       | Score                            | Résultat                         | Compétition                      |
| -------------------------------- | -------------------------------- | -------------------------------- | -------------------------------- | -------------------------------- | -------------------------------- | -------------------------------- |
| 1.                               | 4 octobre 2010                   | Balewadi Stadium, Pune (Inde)    | Inde                             | 1-0                              | 1-0                              | Match amical                     |

NB : Les scores sont affichés sans tenir compte du sens conventionnel en cas de match à l'extérieur (Hong Kong-adversaire)

## Palmarès

### Club
- Avec South China :
  - Champion de Hong Kong en 2007, 2008, 2009 et 2010.
  - Vainqueur de la Coupe de Hong Kong en 2007.
  - Vainqueur de la Coupe de la Ligue hongkongais en 2008.